# Lightnin' Hopkins
Samuel John Hopkins (Centerville, 15 de março de 1912 – Houston, 30 de janeiro de 1982) mais conhecido como Lightnin' Hopkins, foi um cantor, compositor, guitarrista e, ocasionalmente, pianista de country blues americano, natural de Centerville, Texas. Em 2010, a revista Rolling Stone o classificou na 71ª posição em sua lista dos 100 maiores guitarristas de todos os tempos.
Ele influenciou artistas como Townes Van Zandt, Hank Williams Jr. e uma geração de músicos de blues, incluindo Stevie Ray Vaughan, cuja canção indicada ao Grammy, "Rude Mood", foi diretamente inspirada em "Hopkins' Sky Hop". Em vida, Hopkins foi um dos primeiros a ser incluído no Rock and Roll Hall of Fame, em 1980.

## Discografia
- 1959 - Lightnin' Hopkins Strums the Blues (Score)
- 1959 - Lightnin' Hopkins (Folkways)
- 1959 - Lightnin' and the Blues (Herald)
- 1960 - Country Blues (Tradition Records)
- 1960 - Last Night Blues (Bluesville Records)
- 1960 - Mojo Hand (Fire Records)
- 1960 - Lightnin' (Bluesville)
- 1961 - Autobiography in Blues (Tradition)
- 1961 - Blues in My Bottle (Bluesville)
- 1962 - Walkin' This Road By Myself (Bluesville)
- 1962 - Lightnin' and Co. (Bluesville)
- 1962 - Lightnin' Strikes (Vee-Jay Records)
- 1963 - Blues Hoot (Vee-Jay Records)
- 1963 - Smokes Like Lightnin' (Bluesville)
- 1963 - Goin' Away (Bluesville)
- 1964 - Down Home Blues (Bluesville)
- 1965 - Hootin' the Blues (Bluesville)
- 1965 - Lightnin' Strikes (Tradition)
- 1965 - The Roots of Lightnin' Hopkins (Verve Folkways)
- 1966 - Soul Blues (Bluesville)
- 1967 - My Life in the Blues (Bluesville)
- 1967 - Original Folk Blues (Kent Records)
- 1967 - Lightnin'! (Arhoolie Records)
- 1968 - Freeform Patterns (International Artists)
- 1969 - California Mudslide (and Earthquake)
- 1991 - Swarthmore Concert Live, 1964
- 1991 - Sittin' in with Lightnin' Hopkins (Mainstream Records)
- 1991 - The Hopkins Bros. (Arhoolie Records)
- 1992 - Lonesome Life (Home Cooking/Collectables Records)
- 1995 - Po' Lightning
- 1999 - The Very Best of Lightnin' Hopkins